# Tigrioides pallens
Tigrioides pallens là một loài bướm đêm thuộc phân họ Arctiinae, họ Erebidae.